# Ormosia heptacantha
Ormosia heptacantha är en tvåvingeart som beskrevs av Alexander 1949. Ormosia heptacantha ingår i släktet Ormosia och familjen småharkrankar. Inga underarter finns listade i Catalogue of Life.